# Karen Joy Fowler
Karen Joy Fowler (Bloomington, Indiana, 1950. február 7. –) amerikai sci-fi-szerző.

## Élete
A Kaliforniai Egyetemen tanult politológiát. Gyereke megszületése után kezdett az írással foglalkozni.

## Munkássága
Első elbeszélése 1985-ben jelent meg, majd rá egy évre már az első novelláskötete is. 1990-ben írt első regényét Nebula-díjra jelölték. Azóta számtalan különböző díjat, jelölést kapott.
A The Jane Austen Book Club című (nem SF) regényéből film is készült.

## Magyarul
- A Jane Austen könyvklub; ford. Loósz Vera; Laurus, Győr, 2009
- Majd' kibújunk a bőrünkből; ford. Hegedűs Péter; Tarandus, Győr, 2015